# NGC 87
NGC 87 (ook wel PGC 1357, ESO 194-8 of AM 0018-485) is een onregelmatig sterrenstelsel in het sterrenbeeld Phoenix. Het maakt deel uit van het cluster genaamd Kwartet van Robert dat op ongeveer 160 miljoen lichtjaar afstand van de Aarde staat.
NGC 87 werd op 30 september 1834 ontdekt door de Britse astronoom John Herschel.